# Рёкель, Элизабет
Элизабет Рёкель (15 марта 1793, Нойнбург-форм-Вальд — 3 марта 1883, Веймар) — немецкая оперная певица, жена австрийского композитора Иоганна Непомука Гуммеля. Сестра оперного певца Йозефа Августа Рёкеля.
Элизабет известна своей дружбой с Бетховеном, начавшейся в 1808 году. По версии, выдвинутой берлинским музыковедом и исследователем творчества Бетховена Мартином Копитцем в 2009 году, известная пьеса «К Элизе» была посвящена Элизабет Рёкель, которую в дружеском кругу звали Элизой. Элизабет Рёкель переехала в 1810 году из Вены в Бамберг, и пьеса могла быть прощальным подарком Бетховена.